# Kämmer & Reinhardt

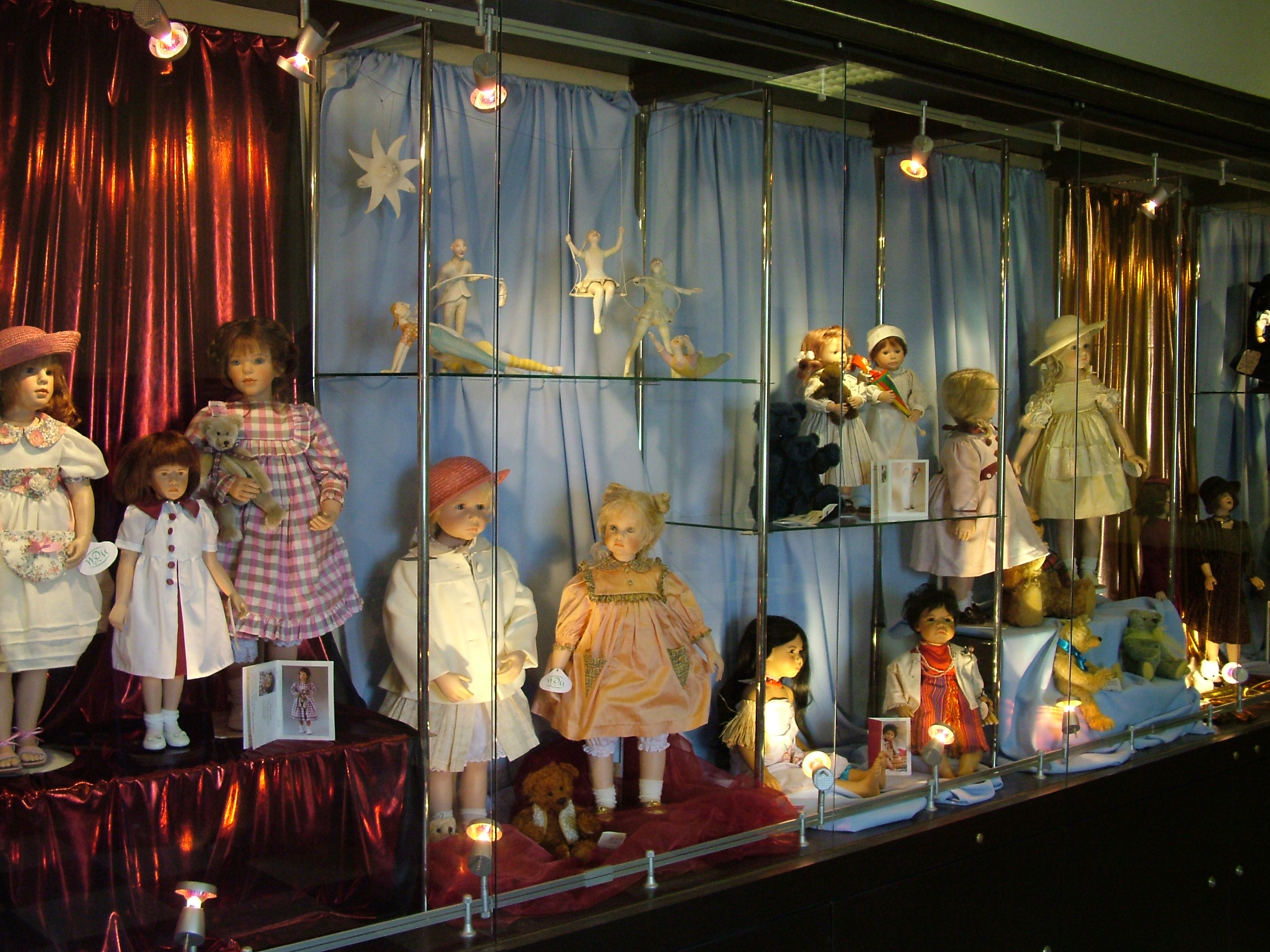
Waltershäuser Künstlerpuppen auf einer Ausstellung in Budapest (2006)

Kämmer & Reinhardt war eine deutsche Firma aus Waltershausen in Thüringen, die Puppen herstellte.

## Geschichte
Waltershausen war zur Zeit der Gründung der Firma im Jahr 1885 ein Zentrum der deutschen Puppenherstellung.
Franz Reinhardt und Ernst Kämmer produzierten vor allem „Charakterpuppen“ und schlugen damit einen neuen Weg im Spielzeugdesign ein. Das Firmenzeichen wurde 1886 registriert. In den ersten Jahren war die Firma in einem kleinen Gebäude in der Burggasse tätig, aber nicht sehr erfolgreich. Nachdem der ortsansässige Konkurrent Heinrich Handwerck aber 1902 gestorben war, konnten Kämmer & Reinhardt nicht nur dessen Firma übernehmen, sondern auch den Kontakt mit Simon & Halbig in Gräfenhain. Es entstand der zweite Firmenstandort in der August-Bebel-Straße.

### Zusammenarbeit mit Simon & Halbig

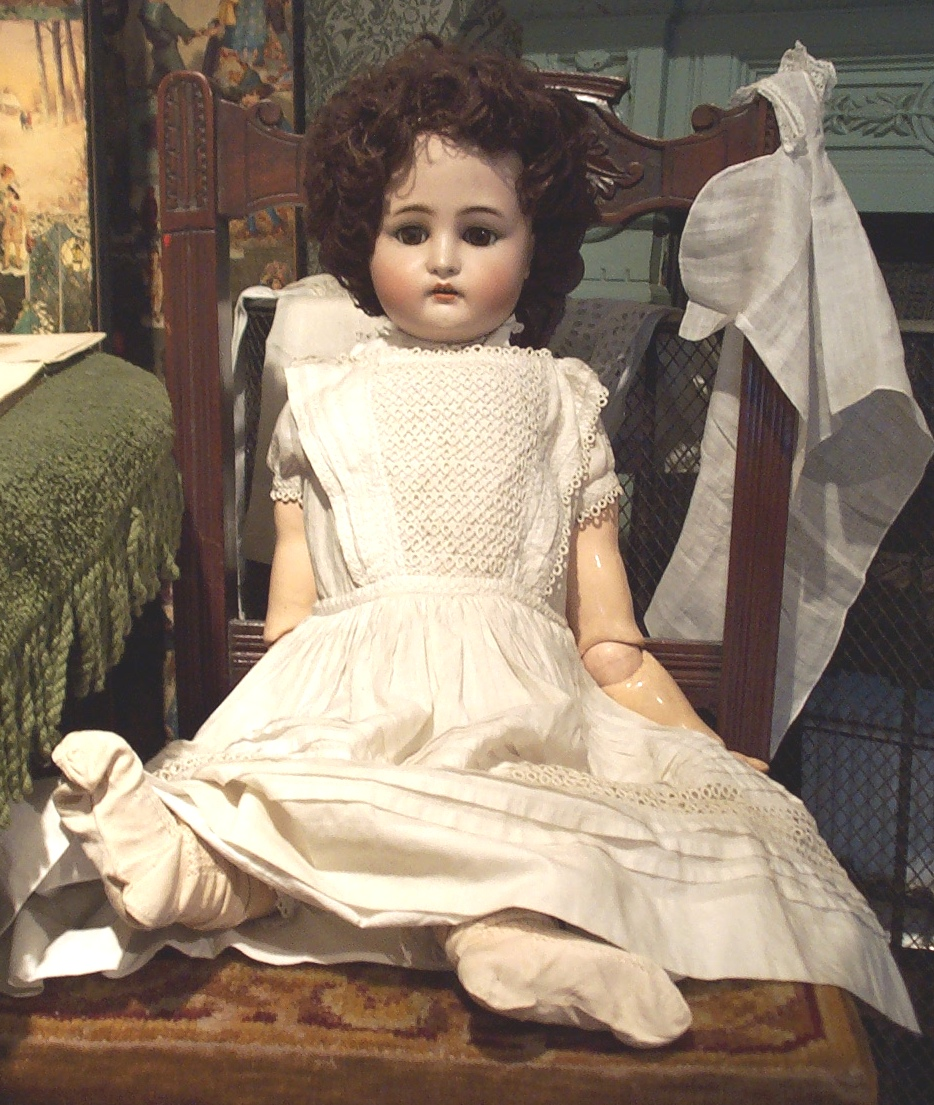
Puppe Queenie (frühes 20. Jahrhundert) von Kämmer & Reinhardt, mit Kopf von Simon & Halbig, ausgestellt im Bedford Museum

Kämmer modellierte die Köpfe für die Charakterpuppen der sogenannten 100er-Serie, die dann bei Simon & Halbig aus Biskuitporzellan hergestellt wurden. Die Endmontage der Puppen mit diesen Köpfen fand wieder bei Kämmer & Reinhardt statt. Erkennbar sind Puppen aus dieser Phase der Zusammenarbeit am doppelten Signum. Sie tragen nicht nur die Buchstaben K&R für Kämmer & Reinhardt und das Firmenzeichen, einen sechszackigen Stern, sondern auch die Initialen von Simon & Halbig. Ab 1912 wurden die Namen Simon und Halbig auch ausgeschrieben.

### Zelluloid von der Rheinischen Gummi- und Celluloidwarenfabrik
Die Erfindung des Zelluloids brachte einen Wandel. Kämmer & Reinhardt bezog nun Rohlinge von der Rheinischen Gummi- und Celluloidwarenfabrik, der späteren Firma Schildkröt. Diese wurden nach Modellen Kämmers & Reinhardts gefertigt. Designer in dieser Zeit war Karl Kraußer. Im eigenen Haus versahen Kämmer & Reinhardt diese Rohlinge unter anderem mit zinnober- oder karminroter Färbung und mit dem Lama-Lack, der die Puppen vor Einwirkungen von Wasser und vor dem Vergilben schützte. Puppen aus dieser Zusammenarbeit tragen ebenfalls ein doppeltes Signum, zu den Buchstaben K & R kam nun die Schildkröte ohne Raute.

### Urheberrechtsschutz
Patente und Bezeichnungen ließen sich Kämmer & Reinhardt zeitig schützen. 1908 waren es die sogenannten Schelmenaugen, 1909 der Name Charakterpuppe, 1916 die „Unart“, die ein Schließen der Klappaugen beim Hinlegen der Puppe verhinderte, 1920 modifizierte Kugelgelenkkörper und 1930 das Universalgelenk Nollipolli.

### Bezeichnung der einzelnen Serien und Typen
Das dreistellige Nummernsystem der Firma ermöglicht eine Einteilung der Produktgruppen. Die erste Stelle der dreiziffrigen Nummer bezieht sich auf das Material oder die Art des Kopfes; so besitzen etwa die 100er-Puppen in der Regel Biskuitkurbelköpfe, die 200er-Puppen Biskuit- oder Zelluloidbrustköpfe, und die 500er- und 600er-Puppen sind dunkelhäutig.
Ab 1902 erhielten die Puppen neben der Modellnummer auch Namen. Das erste extra benannte Puppenmodell K&R 117, „Mein Liebling“, war ein Exportschlager, der z. B. in den USA als „My Darling“ oder „My Rose Darling“ verkauft wurde.
Realere Züge erhielten die Charakterpuppen ungefähr ab 1909. Die Modelle wurden nun oft von Künstlern gestaltet. Unter anderem war hier Arthur Lewin-Funcke tätig, der die Urbilder der Modelle K&R 100, 101, 103 und 105 schuf. Diese Charakterpuppen wurden auch als Künstlerpuppen bezeichnet.
Ab 1930 wurden auch die Modelle Puz und Pummelchen vertrieben; Pummelchen besaß einen weichen Körper. Ab einer Größe von 33 cm waren diese Puppen mit der Unart versehen.
In der Zeit nach dem Zweiten Weltkrieg waren zweistellige Modellnummern üblich; die Puppen glichen jedoch denen der Vorkriegszeit.

### Übernahme und Produktionsende
Kämmer starb bereits 1901, Reinhardt erst 1933. Doch schon ab 1916 gehörte die Firma mehrheitlich der Firma Bing aus Nürnberg. Die Produktion endete 1958.

## Kataloge
- 1922–1928: Kämmer & Reinhardt – Waltershausen